# SKN St. Pölten
Sportklub Niederösterreich St. Pölten este un club de fotbal austriac din St. Pölten, Austria Inferioară. În prezent echipa evoluează în 2. Liga.

## Palmares
Cupa Austriei
- Finalistă (1): 2013–14

## Rezultate europene
| Sezon   | Competiția         | Runda | Club          | Acasă | Deplasare | Scor general |
| ------- | ------------------ | ----- | ------------- | ----- | --------- | ------------ |
| 2014–15 | UEFA Europa League | Q2    | Botev Plovdiv | 2–0   | 1–2       | 3–2          |
| 2014–15 | UEFA Europa League | Q3    | PSV Eindhoven | –     | –         | –            |